# Тихий Дон (Богучарський район)
Тихий Дон (рос. Тихий Дон) — хутір у Росії, Богучарському районі Воронізької області. Адміністративний центр Філонівського сільського поселення.
Населення становить 48 осіб (27 чоловічої статі й 21 — жіночої) за переписом 2010 року.

## Історія
За даними 1859 року на казенному хуторі Свинюха (Свинюх, Свинюхін, Комарівка) Богучарського повіту Воронізької губернії мешкало 513 осіб (256 чоловічої статі та 257 — жіночої), налічувалось 80 дворових господарств.
Станом на 1880 на колишньому державному хуторі Свинюха Залиманської волості мешкало 657 осіб, налічувалось 96 дворових господарств.
За переписом 1897 року кількість мешканців зменшилась до 656 осіб (349 чоловічої статі та 307 — жіночої), з яких всі — православної віри.
За даними 1900 року на хуторі Свинюха (Камарівка) мешкало 675 осіб (366 чоловічої статі та 309 — жіночої) переважно українського населення, налічувалось 219 дворових господарств, існували дріб'язкова лавка.